# Josef Striczl
Josef Striczl (ook: József Striczl, Joseph Striczl en Josef Stritzl) (Wiener Neustadt, 23 januari 1871 - 1949) was een Oostenrijks componist en dirigent.
Striczl werd vooral bekend als kapelmeester van het militaire orkest van het 4e Honvéd District in Preßburg (nu: Bratislava). Als componist schreef hij werken voor militaire kapellen en harmonieorkest. 

## Composities

### Werken voor harmonieorkest
- 1914 1914-Marsch
- 1921 13er Honvéd Marsch
- 4° Honvéd-Kerület Induló - mars van het 4e Honvéd District Preßburg
- Közvitéz induló
- Luzsa-Marsch
- Ungarischer Magnatenmarsch
- Viribus unitis

## Publicaties
- Jana Lengová: Josef Striczl a Bratislava, in: Vybrané štúdie k hudobným dejinám Bratislavy. Musicologica Slovaca et Europaea XXIII, VEDA, Bratislava 2006, s. 11 – 67
- Jana Lengová: Der Militärkapellmeister Josef Striczl und sein Wirken in Preßburg / Bratislava, in: ALTA MUSICA, Band 25, pp.219-242. Kongressbericht  Oberwölz/Steiermark 2004 - Internationale Gesellschaft zur Erforschung und Förderung der Blasmusik, (IGEB), Tutzing, Hans Schneider Verlag, 2006. 388 p., ISBN 978-3795212032
- Joseph Striczl in: Mitteilungsblattes des "Arbeitskreises Militärmusik" in der Deutschen Gesellschaft für Heereskunde H10-30; H16-30; M10-24
- Emil Rameis: Die Österreichische Militärmusik : von Ihren Anfängen bis zum Jahre 1918, in: ALTA MUSICA, Band 2, Internationale Gesellschaft zur Erforschung und Förderung der Blasmusik, (IGEB), Tutzing, Hans Schneider Verlag, 1976, ISBN 3-795-20174-8 ISBN 978-3-795-20174-6
- Josef Damánski: Die Militär-Kapellmeister Österreich-Ungarns - Illustriertes biographisches Lexikon, Leipzig: Paltur, 1904, 144 p.

- Gemeinsame Normdatei: 1019248122
- Virtual International Authority File: 222805514
- WorldCat: E39PBJckPKvYyjRfKVrYW7WVYP